# Per Carlén
Per Arne Owe Carlén (født 19. november 1960 i Karlstad, Sverige) er en svensk håndboldtræner og tidligere spiller, der fra 2013-14 var træner for den danske klub Bjerringbro-Silkeborg.
Carlén har tidligere været assistenttræner for r SG Flensburg-Handewitt.. I sæsonen 2007/2008 var Carlén hovedtræner for den skånske håndboldklub HK Malmö, som spiller i den svenske Elitserie.
Mellem 1982 og 1996 spillede han selv på det svenske landshold. Han er far til en anden håndboldspiller, Oscar Carlén.